# 春蓬府治县
春蓬府治县，是泰国南部春蓬府的一个县。总面积748.4平方公里，总人口141765人，人口密度189.4人/平方公里（2005年）。

## 行政区划
春蓬府治县辖有17个区，165个村。